# Municipio de West Pike Run
El municipio de West Pike Run (en inglés: West Pike Run Township) es un municipio ubicado en el condado de Washington en el estado estadounidense de Pensilvania. En el año 2000 tenía una población de 1,226 habitantes y una densidad poblacional de 29 personas por km².

## Geografía
El municipio de West Pike Run se encuentra ubicado en las coordenadas 40°04′01″N 79°57′22″O / 40.06694, -79.95611.

## Demografía
Según la Oficina del Censo en 2000 los ingresos medios por hogar en la localidad eran de $32,069 y los ingresos medios por familia eran $37,024. Los hombres tenían unos ingresos medios de $38,274 frente a los $28,403 para las mujeres. La renta per cápita para la localidad era de $15,988. Alrededor del 13,9% de la población estaba por debajo del umbral de pobreza.